# José Francisco de Carvalho Sanches Osório
José Francisco de Carvalho Sanches Osório OA (bap. Beja, Salvador, 6 de Novembro de 1866 - Goa, Goa Norte, Tiswadi, Pangim, 13 de Março de 1932) foi um militar e político português.

## Família
Terceiro filho de Leocádio José Sanches Osório (Viseu, Viseu Oriental, 13 de Dezembro de 1825 - ?), Estanqueiro do Tabaco, filho de pais Espanhóis, e de sua mulher (Beja, Salvador, 31 de Outubro de 1856) Maria do Amparo de Carvalho (Moura, c. 1835 - ?).

## Biografia
Assentou praça voluntária a 2 de Abril de 1880 no Regimento de Infantaria N.º 17. Passou à Índia em data incerta, onde acabou por fazer toda a sua carreira militar, passando à reforma a 18 de Novembro de 1909, como Major da Guarnição da Índia. Foi Comandante do Corpo de Saúde de Pangim e Administrador dos Concelhos de Bardez e Sanquelim. Oficial da Ordem Militar de Avis a 7 de Outubro de 1924.

## Casamentos e descendência
Casou primeira vez em Goa, Goa Norte, Tiswadi, Pangim, a 23 de Fevereiro de 1897 com Maria Edmée Francisca Guilhermina Carolina Varela de Vasconcelos (? - Goa, Goa Sul, Salcete, Margão), da qual teve duas filhas e um filho.
Casou segunda vez em Goa, Goa Norte, Tiswadi, Pangim, a 24 de Novembro de 1906 com Ana Augusta Zulema Xavier Henriques, da qual teve quatro filhos e duas filhas. Avós paternos de José Eduardo Fernandes Sanches Osório.